# Villaster
Villaster (llamada oficialmente Santa María de Vilaster) es una parroquia y una aldea española del municipio de Quiroga, en la provincia de Lugo, Galicia.

## Organización territorial
La parroquia está formada por tres entidades de población:

### Entidades de población
Entidades de población que forman parte de la parroquia:
- Chaodacasa (Chao da Casa)
- Vilaster

### Despoblado
Despoblado que forma parte de la parroquia:
- Ventanova (Venda Nova)

## Demografía

### Parroquia
| Gráfica de evolución demográfica de Villaster (parroquia) entre 2000 y 2020 |
|                                                                             |
| Datos según el nomenclátor publicado por el INE.                            |

### Aldea
| Gráfica de evolución demográfica de Vilaster (aldea) entre 2000 y 2020 |
|                                                                        |
| Datos según el nomenclátor publicado por el INE.                       |